# Robin Thicke
Robin Thicke (* 10. března 1977) je americký zpěvák. Jeho otcem je herec Alan Thicke, matkou herečka Gloria Loring. Své první album nazvané A Beautiful World vydal již v roce 2003. Většího úspěchu se mu však dostalo až v roce 2013 se singlem „Blurred Lines“, na němž se spolu s ním podíleli Pharrell Williams a T.I. Během své kariéry spolupracoval s mnoha dalšími hudebníky, mezi něž patří například Kendrick Lamar a Nicki Minaj. V letech 2005 až 2015 byla jeho manželkou herečka Paula Pattonová.

## Diskografie
- A Beautiful World (2003)
- The Evolution of Robin Thicke (2006)
- Something Else (2008)
- Sex Therapy: The Session (2009)
- Love After War (2011)
- Blurred Lines (2013)
- Paula (2014)